# El Castillo de la Lechuza (película)
El Castillo de la Lechuza (Fukurō no Shiro) es una película japonesa de 1999 dirigida por Masahiro Shinoda y basada en la novela de Ryōtarō Shiba. La película está ambientada en el período Azuchi-Momoyama de la historia de Japón y se centra en la figura de Oda Nobunaga, uno de los daimyō más poderosos del país.

## Elenco
Actor y personaje:
- Kiichi Nakai ...  Tsuzura Juzo
- Mayu Tsuruta ...  Kohagi
- Riona Hazuki ...  Kisaru
- Takaya Kamikawa ...  Kazama Gohei
- Toshiya Nagasawa ...  Marishiten Dogen
- Jinpachi Nezu ...  Hattori Hanzo

## Premios
La película tuvo 9 nominaciones en los Premios de la Academia Japonesa y recibió tres premios:
- Premio a película deportiva Nikkan: Premio Ishihara Yujiro (1999)
- Festival Internacional de cine fantástico Puchon: Mejor Director - Masahiro Shinoda (2000)
- Premios de la Academia Japonesa: Mejor dirección de arte - Yoshinobu Nishioka (2000)